# Валканов, Янко
Янко Христов Валканов (болг. Янко Христов Вълканов; 25 июля 1982, Стара-Загора, Болгария) — болгарский футболист, защитник.

## Клубная карьера
Свою футбольную карьеру начал в 1999 году в клубе ЦСКА София, однако сразу же был отдан в аренду «Берое», а после в «Нафтекс». Только после этого он вернулся в ЦСКА, где играл до 2002 года. Сезон 2002/03 Янко провел в клубе «Марек Дупница», после чего на три года перешёл в «Славия» из Софии.
В 2006 году Валканов подписал контракт с минским «Партизаном», где он сыграл в сезоне 2006/07. Далее он перешёл в «Каунас», откуда через год вернулся в Партизан. В 2009 году Янко переехал в Китай, где играл за «Шанхай Шэньхуа», где в 27 матчах он забил 5 голов. В 2010 году он перешёл в «Шэньчжэнь Руби», который покинул в 2010 году. После Китая Янко на год вернулся в Минск, но уже играл за местное «Динамо».
После окончания сезона 2010 в Белоруссии Валканов перешёл в «Берое», у которого он уже был в аренде, а после был подписан контракт с казахстанским «Акжайыком». Договор с клубом закончился в конце 2012 года.

## Карьера в сборной
Янко провел две товарищеские за сборную Болгарии против Азербайджана и Мексики, где даже успел отличиться голом.